# Électrolette
Électrolette war eine französische Automarke.

## Unternehmensgeschichte
Das Unternehmen P. A. André aus Nizza begann 1941 mit der Produktion von Automobilen, die als Électrolette vermarktet wurden. 1942 entstanden täglich etwa zwei Fahrzeuge. 1943 endete die Produktion.

## Fahrzeuge
Das einzige Modell war ein kleines Elektroauto. Für den Antrieb sorgte ein Elektromotor mit 1,5 PS Leistung. Es gab offene und geschlossene Karosserien, die Platz für zwei Personen boten. Die Höchstgeschwindigkeit betrug je nach Quelle 20 km/h oder 32 km/h.